# Kim Bom-sori
Kim Bom-sori (kor. 김봄소리; ur. 13 grudnia 1989) – południowokoreańska skrzypaczka.
W wieku czterech lat rozpoczęła naukę gry na fortepianie, w wieku siedmiu lat - na skrzypcach. Ukończyła Seoul National University. Obecnie studiuje w nowojorskiej Juilliard School. Jako skrzypaczka odnosiła sukcesy w znaczących konkursach międzynarodowych, m.in. w 15. Międzynarodowym Konkursie im. P. Czajkowskiego (V nagroda), Konkursie im. Królowej Elżbiety Belgijskiej (laureatka), w 2013 wygrała 62. Międzynarodowy Konkurs Muzyczny ARD w Monachium, w 2012 została laureatką hanowerskiego Konkursu Skrzypcowego im. J. Joachima, a w 2016 zajęła drugie miejsce na XV Międzynarodowym Konkursie Skrzypcowym im. Henryka Wieniawskiego w Poznaniu. W sezonie 2018/2019 solistka-rezydentka Filharmonii Poznańskiej.
W 2017 roku nagrała płytę „Wieniawski & Shostakovich: Bomsori Kim & Warsaw Philharmonic”, wydaną przez Warner Classics